# Geodia berryi
Espèce
Synonymes
Cydonium berryi Sollas, 1888
Geodia cydonium f. berryi (Sollas, 1888)
Geodia berryi est une espèce d'éponges de la famille des Geodiidae, présente dans les mers de Chine.

## Taxonomie
L'espèce est décrite par William Johnson Sollas en 1888 sous le nom de Cydonium berryi.

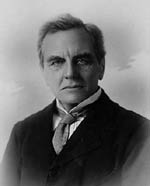
William Johnson Sollas

L'espèce est dédiée au capitaine Berry qui rapporta à Sollas un spécimen de cette espèce depuis la Chine.
La localité type se situe en mer de Chine orientale.
Synonymes
- Cydonium berryi Sollas, 1888 (protonyme)[3]
- Geodia cydonium f. berryi (Sollas, 1888)

## Distribution
Geodia berryi est présente en mer de Chine orientale, et en mer de Chine méridionale.

## Description

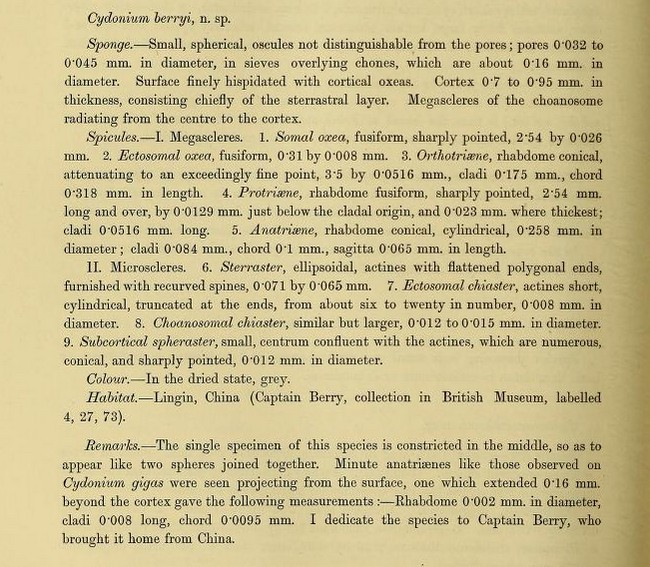
Description de Cydonium berryi (Geodia berryi) par Sollas en 1888.